# Ayumu Seko
Ayumu Seko (瀬古 歩夢, Seko Ayumu, Osaka, 7 juni 2000) is een Japans voetballer die als verdediger speelt bij Cerezo Osaka.

## Clubcarrière
Seko begon zijn carrière in 2016 bij Cerezo Osaka.

## Interlandcarrière
Seko speelde met het nationale elftal voor spelers onder de 20 jaar op het WK –20 van 2019 in Polen.